# قناة العرب الإخبارية
قناة العرب كانت قناة إخبارية سعودية خاصة مقرها الرئيسي في مملكة البحرين وكانت تُغطي الأخبار السياسية على الصعيد الإقليمي والعالمي. القناة مملوكة للأمير الوليد بن طلال بن عبد العزيز آل سعود ورأسها جمال خاشقجي بمنصب مدير عام ورئيس تحريرها.
بدأ بث القناة في 1 فبراير 2015 إلا أنه توقف بعد أقل من 24 ساعة.
وصدر تسريح لجميع الموظفين بقرار إدارة القناة لوقف عملياتها بصورة مباشرة في تاريخ 10 جمادى الأولى 1438هـ.

## اختيار المقر
تعين على قناة “العرب” الانطلاق من البحرين. حيث أن البحرين كانت المكان المناسب لقربها من السعودية ووجود جسر يربط بين البلدين وتعد قناة العرب الاخبارية القناة التلفزيونية الوحيدة الخاصة في البحرين 

## إغلاق القناة
توقف بث القناة بعد أقل من 24 ساعة على انطلاقها وكان الضيف الأول للقناة على الهواء هو القيادي في المعارضة البحرينية خليل المرزوق الذي انتقد سحب السلطات البحرينية الجنسية من 72 شخصًا. في حين ذكرت القناة أن التوقف كان لأسباب فنية وإدارية، إلا أن حكومة البحرين لم تعلن عن أي سبب لإغلاق القناة. ولكن ذكرت صحيفة أخبار الخليج البحرينية أن إيقاف بث القناة كان يتعلق بعدم التزام القائمين على المحطة «بحيادية المواقف الإعلامية وعدم المساس بكل ما يؤثر سلبا على روح الوحدة الخليجية وتوجهاتها».

## طاقم القناة والمكاتب
كانت قناة العرب لديها 280 موظفا بدوام كامل بما في ذلك مراسلون في 30 بلدا. وكان سيكون مكتب الرياض الأكبر بين مكاتب القناة في العالم وهو يضم 20 موظفا.

## تسريح طاقم العمل واغلاق القناة
في تاريخ 10 جمادى الأولى 1438هـ سرحت قناة العرب الإخبارية موظفيها عبر رسالة إلكترونية ويذكر أن نص من الرسالة «وعليه وللأسف، قررت الإدارة وقف عملياتها بصورة مباشرة، ونود أن نشكركم جميعا على صبركم وتفهمكم خلال فترة عملكم التي تنتهي اليوم الـ6 من فبراير 2017..»